# Willem Vrolik
Willem Vrolik (Ámsterdam, 1801-Ámsterdam, 1863) fue un médico, anatomista, patólogo y profesor neerlandés.

## Biografía
Era el hijo mayor de Gerardus Vrolik. Nacido el 29 de abril de 1801 en Ámsterdam, estudió en su ciudad natal y luego en la Universidad de Utrecht y, entre 1822 y 1823, en París. Al retornar a su país natal obtuvo el título de doctor en Medicina en Utrecht, el 10 de junio de 1823. Después de su matrimonio con Theodore Cornelia van Doorn, viajó por Alemania, visitando Berlín y Sajonia. Se estableció como médico practicante en Ámsterdam, ocupación que mantuvo hasta que obtuvo un puesto de profesor de Anatomía en la Universidad de Groningen. Posteriormente le fue ofrecida la cátedra de Anatomía, Fisiología y Zoología del Athenaeum de Ámsterdam, que ocupó durante más de treinta años, hasta su dimisión en la primavera de 1863 por motivos de salud. Falleció en Ámsterdam el 22 de diciembre de 1863.
Se dedicó principalmente a estudios de anatomía comparativa, principalmente de mamíferos, anatomía patológica y teratología. Fue autor de Tabulae and illustrandam Embryogenesin Hominis et Mammalium, tam naturalmen quam abnormem, que recibió el premio Monthyon de la Academia de Ciencias de París en 1850. También fue autor de The Anatomy of the Chimpanzee (1841) y de unas Observations on the Diversities of the Pelvis observed in the different races of Mankind (1826). Fue caballero de la Orden Militar de Guillermo desde 1831, comendador de la Orden del León Neerlandés desde 1855, y de la Orden de la Corona de Roble desde 1858, además de miembro de diversas sociedades del continente europeo. Nombrado miembro extranjero honorario de la Royal Medical and Chirurgical Society of London en 1859, era propietario de un museo privado con una gran colección de cráneos humanos, entre otros elementos, que formó junto a su padre.